# Rondo Konstytucji 3 Maja w Głogowie
Rondo Konstytucji 3 Maja w Głogowie, polsky také Plac Konstytucji 3 Maja w Głogowie a lidově také Rondo Mariana Borawskiego, je oválný kruhový objezd chápaný i jako náměstí v městské čtvrti Stare Miasto města Głogów (Hlohov) v okrese Głogów (Hlohov) v Dolnoslezském vojvodství v Polsku, v Dolním Slezsku a mezoregionu Pradolina Głogowska. Je to největší kruhový objezd v Polsku a ve Slezsku a patří také mezi největší kruhové objezdy v Evropě.

## Historie a popis
Plocha středového ostrova kruhového objezdu je 5 ha a vozovka kolem něj se skládá ze tří jízdních pruhů. Obvod kruhového objezdu je cca 0,85 km a za předpokladu plynulé jízdy trvá jeho projetí cca 1 minutu. Kruhový objezd je součástí národní silnice 12 (Droga krajowa nr 12). Ve středovém ostrovu je lesopark, který nemá přístupovou cestu a který je vybudovaný na místě zaniklého hřbitova. O výstavbu kruhového objezdu a celého města se významně zasloužil Marian Borawski, který byl starostou Głogowa v letech 1982-1988. Po jeho obvodu vede také Cyklistická trasa řeky Odry.

### Původ názvu
Rondo Konstytucji 3 Maja w Głogowie má název jako připomínku Ústavy z 3. května 1791, (Konstytucja 3 maja), která regulovala tehdejší právní řád Polsko-litevské unie.